# 太田站 (香川縣)
太田站（日语：／ Ota eki */?）是位於日本香川縣高松市、屬於高松琴平電氣鐵道（琴電）琴平線的鐵路車站，車站編號為K05。本站為琴電線道內可以「途中下車」的指定車站之一，也是全日均有站員駐守的車站，並可發售及處理有關IruCa的事宜。

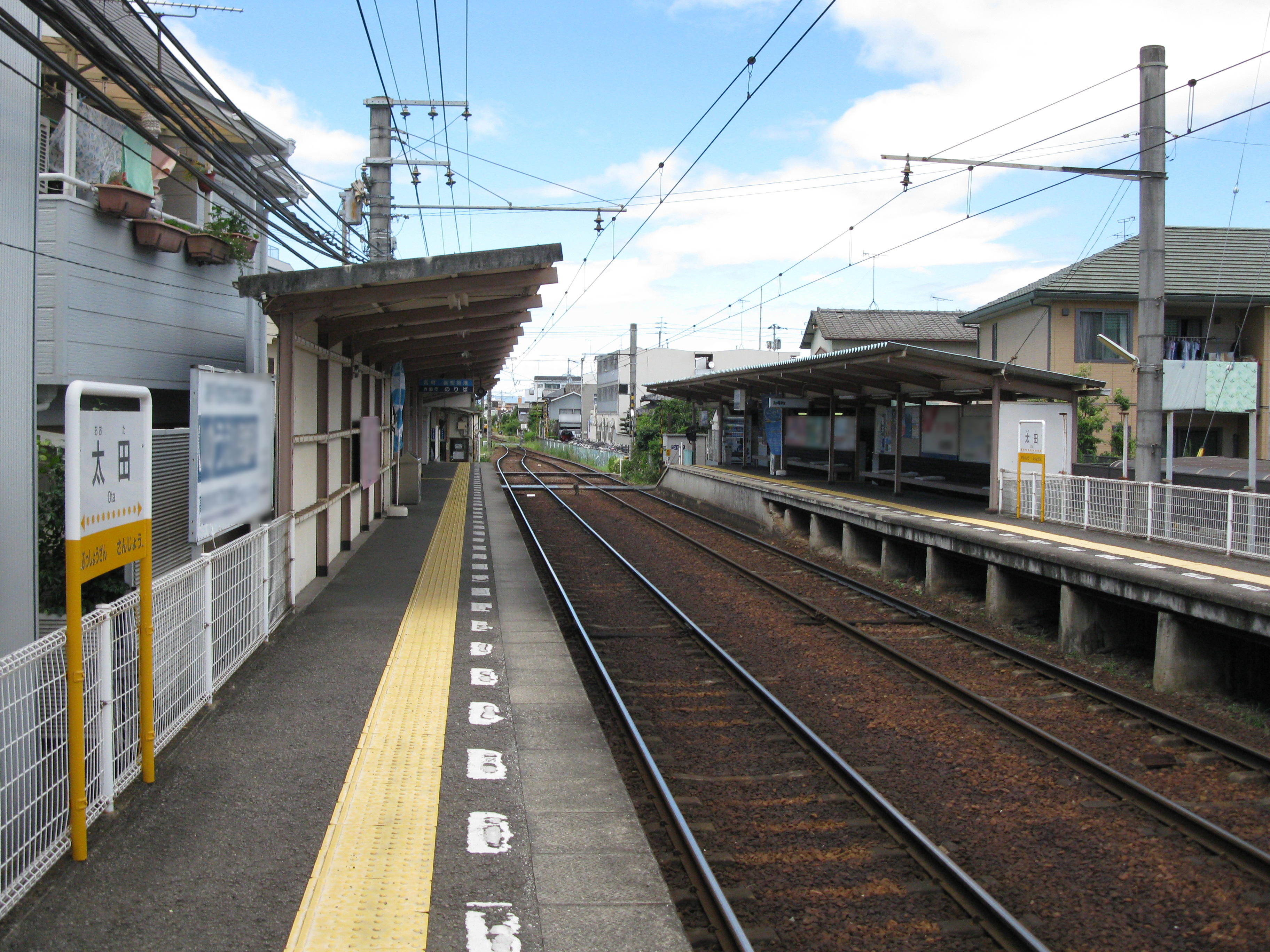
月台（2010年8月）

## 車站結構

### 站房
以鐵皮所搭建而成的簡易式小站房1座，位於上行1號月台的最前端旁。而站房其實也不過是1座小型的站務室，可供站員工作的房間而已，向街的一邊則裝設了簡易式的自動售票機。車站入口同時也是1號月台的出入口，至於2號月台則於進站後，橫過平交道後前往。

### 月台配置
本站設有側式月台2個，長度約為85米。並在靠向伏石站方向的一方增設1輛至1輛半長度的月台上蓋及鐵皮圍板。月台上設有候車座椅及自動售賣機。
| 月台 | 路線     | 方向 | 目的地                           | 備註 |
| ---- | -------- | ---- | -------------------------------- | ---- |
| 1    | ■ 琴平線 | 上行 | 高松築港方向                     |      |
| 2    | ■ 琴平線 | 下行 | 佛生山、一宮、瀧宮、琴電琴平方向 |      |

## 歷史
- 1926年12月21日：開業[1]。
- 1943年11月1日：因應會社合併，車站改由高松琴平電氣鐵道承繼。

## 使用狀況
近年來使用人數均持續上升，甚至已超越隣站佛生山站，撇除築港線的一段，成為了琴平線內使用人數最多的車站。
| 1日上落人數推斷 | 1日上落人數推斷 |
| 年度            | 1日平均人数     |
| --------------- | --------------- |
| 2011            | 3,387           |
| 2012            | 3,608           |
| 2013            | 3,789           |
| 2014            | 3,913           |
| 2015            | 4,127           |
| 2016            | 4,355           |
| 2017            | 4,410           |
| 2018            | 4,485           |
| 2019            | 4,573           |
| 2020            | 3,654           |
| 2021            | 3,654           |
| 2022            | 3,188           |

## 相鄰車站
高松琴平電氣鐵道（琴電）
■琴平線
伏石 (K04A) - 太田 (K05) - 佛生山 (K06)

## 外部連結
- 高松琴平電鐵太田站資訊 （页面存档备份，存于）（日語）